# Ruwenzoracris stanleyana
Ruwenzoracris stanleyana är en insektsart som beskrevs av Rehn, J.A.G. 1914. Ruwenzoracris stanleyana ingår i släktet Ruwenzoracris och familjen gräshoppor. Inga underarter finns listade i Catalogue of Life.